# Бібліотека імені Тараса Шевченка (Київ)
Бібліотека імені Т. Г. Шевченка Шевченківського району м.Києва.

## Адреса
04107 Київ вул. Половецька, 14-а

## Характеристика
Площа приміщення бібліотеки — 579 м², книжковий фонд — 15,7 тис. примірників. Щорічно обслуговує 3,8 тис. користувачів, кількість відвідувань за рік — 23,0 тис., книговидач — 71,0 тис. примірників.

## Історія бібліотеки
Одна з найстаріших бібліотек району, створена на початку 1941 року. Бібліотека одразу отримала ім'я Великого Кобзаря, яке з гордістю носить і донині. З 1977 року бібліотека імені Т. Г. Шевченка працює в новому, двоповерховому приміщенні і є своєрідним культурним, інформаційно-просвітницьким закладом мікрорайону Татарка. На абонементі, в читальному залі, які оформлені прекрасними гобеленами заслуженого художника України О. Л. Машкевича, читачі бібліотеки можуть не тільки збагачувати свої знання і задовольнити свої читацькі уподобання, а й зустрітися з письменниками в меморіальній кімнаті бібліотеки, поспілкуватись з цікавими людьми. Структура: абонемент, читальний зал, літературно-музична вітальня.